# Ondřej Krzywoń
Ondřej Krzywoń (též Andrzej Krzywoń či Andreas Krzywon; 30. května 1844, Střítež – 16. září 1911) byl předlitavský evangelický duchovní a církevní hodnostář, spjatý svou činností s územím Rakouského Slezska.
Narodil se ve Stříteži na fojtství v polské rolnické rodině Matouše Krzywoně a Marie (Marianny), roz. Janczarové.

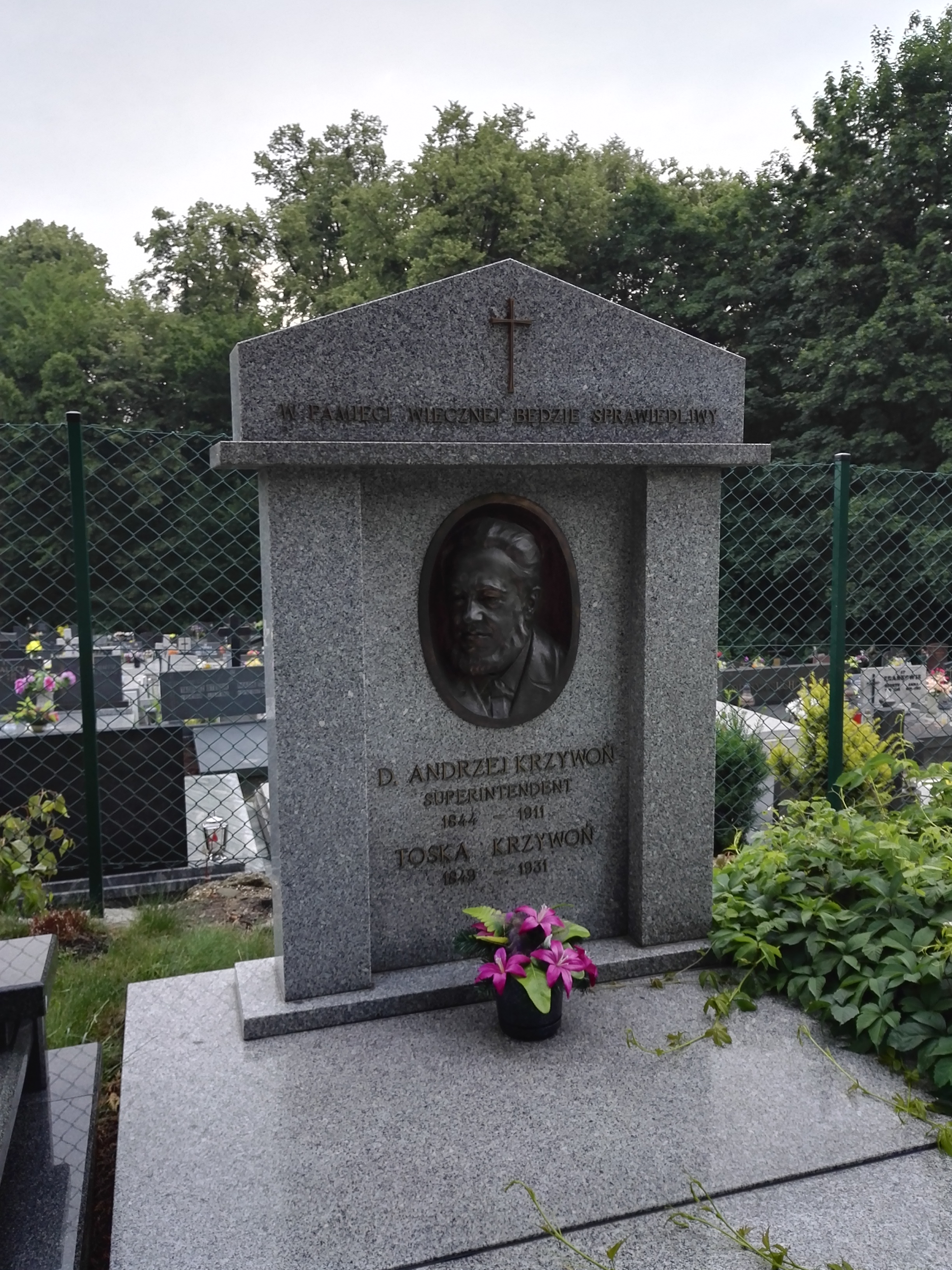
Krzywońův náhrobek ve Skočově

Po studiích ve Vídni (1861–1864) a Heidelberku (1864–1865) byl 20. prosince 1866 ordinován a působil krátce jako superintendenční vikář v Bílsku. V letech 1868–1889 byl pastorem v Dolním Meziříčí a následně ve Skočově.
Roku 1888 byl zvolen slezským seniorem. Roku 1909 byl zvolen moravsko-slezským superintendentem (ve volbách porazil Martina Modla).
Politicky byl proněmecké a liberální orientace (v moravských sborech však dvakrát provedl ordinaci v češtině); teologicky se hlásil k liberální teologii.
S Toskou (Antoninou) roz. Wolfovou (1849–1931) měl dva syny a dvě dcery. Jeho syn Bruno Gustav Krzywon (1870–1945) byl duchovním a pedagogem. Ondřejovým zetěm (a zároveň synovcem) byl evangelický pastor a pomolog Paweł Jerzy Wałach (1865–1907), jeho pravnukem byl chemik Günther Wilke (1925–2016).
Je pohřben na evangelickém hřbitově ve Skočově.